# Gottschalk
Blahoslavený Gotšalk nebo také Gottschalk ze Želivi (1116, Kolín nad Rýnem – 18. února 1184, Louňovice) byl německý katolický kněz a kazatel působící v Čechách. Byl prvním opatem Želivského kláštera. Po své smrti byl beatifikován, jeho svátek připadá na 19. únor, den po datu jeho úmrtí.

## Život a činnost

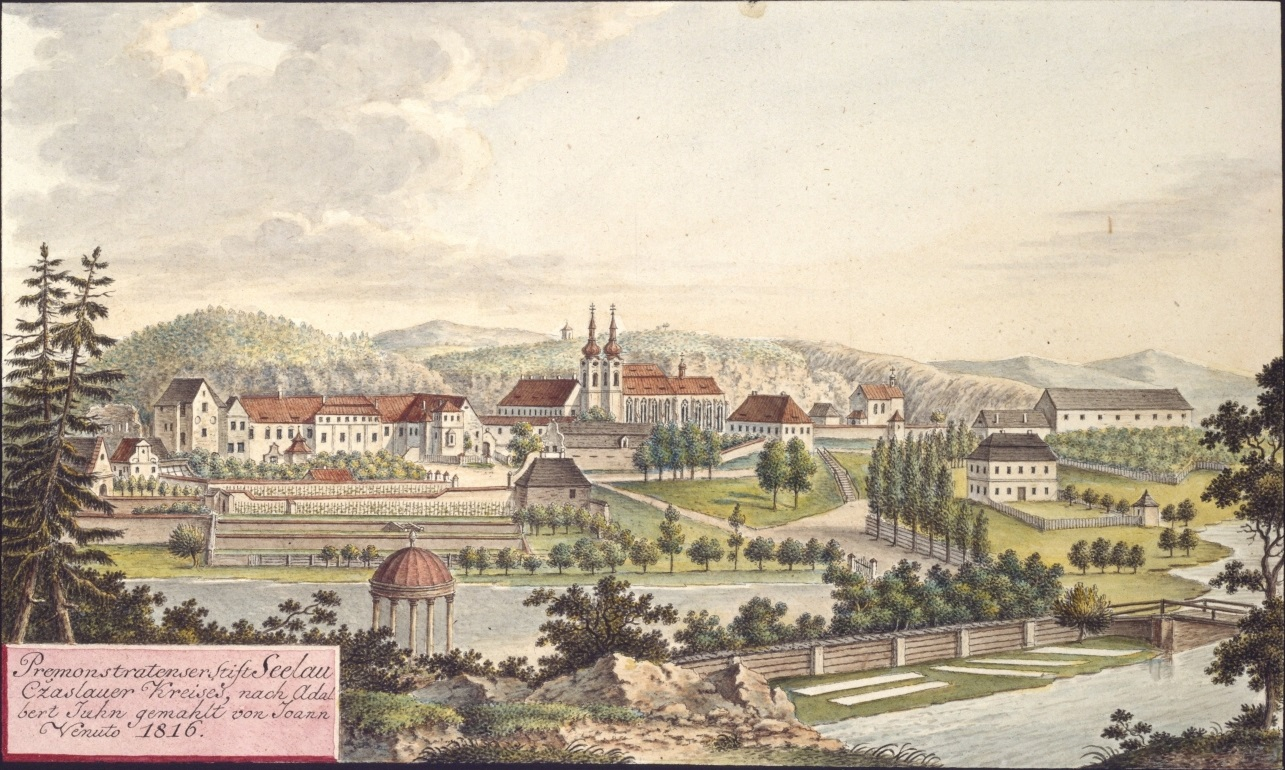
Želivský klášter v roce 1816 na kresbě Adalberta Juhna pdoel Jana Antonína Venuta

Gottschalk pocházel z majetné rodiny v Kolíně nad Rýnem. Nejprve studoval medicínu v Paříži, ale kvůli vážné nemoci musel studium přerušit. Po uzdravení se rozhodl pro řeholní život a vstoupil do kláštera ve Steinfeldu.
V letech 1149–1184 byl jmenován prvním opatem premonstrátského kláštera v Želivi. Hned v prvním roce svého působení založil louňovický konvent zbožných panen. V roce 1181 pak kounický klášter premonstrátek založený Vilémem z Kounic, kde abatyší byla ustanovena dcera zakladatele, Miroslava z Kounic.
Gotšalk byl velmi vzdělaný, zbožný a žil asketickým způsobem života, ale k ostatním byl velmi shovívavý. Těšil se veliké úctě, jak dokládají zprávy z roku 1150, kdy byl doporučen jako duchovní přímluvce pro nemocného olomouckého biskupa Jindřicha Zdíka.
Za jeho působení v úřadu opata došlo ke stavebnímu rozšíření původního románského klášterního kostela postaveného roku 1139 za doby sázavského opata Reginarda Metského.
Mezi Gotšalkovy žáky patřil kronikář Jarloch, který popsal nejvýznamnější události v historii želivského kláštera.
Opat Gotšalk zemřel 18. února 1184 v Louňovicích. Po smrti byly jeho ostatky převezeny do Želivi a ve zdejším klášteře pohřbeny.

## Památky
Epitaf opata Gotšalka se nachází v chóru klášterního kostela, společně s bustou knížete Soběslava a epitafy opata Haštala a biskupů Daniela Pražského a Jindřicha Zdíka.
Po Gottschalkovi je pojmenováno pivo vařené ve zdejším pivovaru.